# Guillaume Lefebvre-Dhenin
Pour les articles homonymes, voir Lefebvre.
Guillaume Lefebvre-Dhennin (Landrecies, 1736 - Lille, 19 octobre 1815) est un homme politique français.

## Biographie
Il est maire de Lille de 1793 à 1794. 
Il sauva à la Révolution la statue de Notre-Dame-de-la-Treille, patronne de la ville de Lille, qu'il rendue à l'église Sainte-Catherine. 

## Source
- Pierre Pierrard,  « Lille, dix siècles d'histoire », 1972
- « Lille au jour le jour sous la Révolution: 1789-1795 », 1989